# Biperiden
Biperiden, được bán dưới thương hiệu Akineton cùng với một số những tên khác, là một loại thuốc dùng để điều trị bệnh Parkinson và một số rối loạn vận động do thuốc gây ra. Chúng không được khuyến cáo sử dụng cho rối loạn vận động chậm phát triển.  Thuốc được đưa vào cơ thể qua đường uống, tiêm vào tĩnh mạch hoặc cơ.
Tác dụng phụ thường gặp có thể kể đến như mờ mắt, khô miệng, buồn ngủ, táo bón và lú lẫn. Thuốc được khuyến cáo không nên sử dụng ở những người bị tắc ruột hoặc tăng nhãn áp. Vẫn chưa rõ liệu sử dụng trong thời kỳ mang thai hoặc cho con bú có an toàn không. Biperiden thuộc họ thuốc kháng cholinergic.
Biperiden đã được chấp thuận cho sử dụng y tế tại Hoa Kỳ vào năm 1959. Nó nằm trong danh sách các thuốc thiết yếu của Tổ chức Y tế Thế giới, tức là nhóm các loại thuốc hiệu quả và an toàn nhất cần thiết trong một hệ thống y tế. Chi phí bán buôn ở các nước đang phát triển là khoảng 1,52 đến 12,92 USD mỗi tháng. Tại Hoa Kỳ, chi phí dao động khoảng 50 đến 100 USD mỗi tháng.